# Lattarico
Lattarico är en ort och kommun i provinsen Cosenza i regionen Kalabrien i Italien. Kommunen hade 3 917 invånare (2018).